# Miguel Mouriño Fajardo
Miguel Mouriño Fajardo (Ciudad de México, 12 de septiembre de 1969) es un escritor y periodista mexicano. 

## Biografía
Miguel Ángel Mouriño Fajardo.
1969, Ciudad de México.
Poeta, escritor, periodista y promotor cultural.
Ha publicado 18 libros de poesía, entre los que destacan "Rómpase en Caso de Emergencia" publicado en 1998 y reconocido en varios certámenes internacionales de poesía. Es precursor de la corriente denominada "verso impuro", que comenzó a desarrollar junto con el poeta chileno Rodrigo Alemany en 1999.
Su más reciente libro una compilación poética de su obra que se publicó bajo el título de "La Cajita de Pandemia", por la editorial ÁGORA, de Adrián Franco, en el año de 2020, y que fue ilustrado con obra del desaparecido pintor y poeta coyoacanense Mario Giraud.
Ha sido promotor cultural desde 1995, luchando por llevar esta a los espacios públicos. Fue representante legal de a "Coordinadora Cultura de Artistas a Cielo Abierto de Coyoacán, A.C." organización que agremia a un importante grupo de artistas a nivel nacional, que realizan diversas actividades culturales en plazas y jardines públicos de Coyoacán y de todo México; fue coordinador de Programas Educativos y Difusión Cultural y posteriormente Coordinador General del Instituto del Derecho de Asilo Museo Casa de León Trotsky, A.C., en Coyoacán y lleva 37 años encabezando con otros artistas, una lucha por los espacios públicos y por la difusión de la cultura. Fue director del "El Tintero ediciones", de la editorial "La Pata y el Elefante" y de "Viva la palabra ediciones". Fue miembro fundador del consejo de la cooperativa editorial "Fondo Cultural Coyoacán Edita". Fue editor y director de la revista virtual de arte y literatura "Viva la Palabra" que se publica en la web y miembro del consejo editorial de la revista literaria Agora, que se publicó con apoyo del FONCA; dirigió también el TAL(taller de artes libres)en Coyoacán, que fue una cooperativa de artes y oficios. Fundó en 2002, "Tiempo de poetas" un movimiento que agremia a poetas, escritores y artistas y que actualmente dirige junto con el proyecto cultural "La banca de los poetas" que se transmite en redes sociales como YouTube y Tik Tok. Recibió en diciembre de 2023 por parte de la UNAM y el MUAC, la medalla al Mérito Cultural, por su trayectoria de 35 años como poeta, escritor y promotor cultural.

## Principales obras
- Rómpase en Caso de Emergencia (1998)
- Unos versos para Manuel (1999)
- Poemínimos sin Huerta (2000)
- Madrugales: poemas en verso impuro escritos al clamor de la balastra (2006)
- Nerudeando (2006)
- Versos para algunas Calaveras (2005)
- Cuadernos del Mago (2008)
- Urvanidades (2008)
- Versoimpuro-Impuroverso (2005)
- Tamai tai titipai (2009)
- Tzompantli (2010)
- Cantos siderales (2011)
- Los hábitos del viento (2013)
- Cartas para nadie (2021)
- Poemas Vikingos (2022)
- Rómpase en caso de emergencia (compilación de obra de 1998 a 2016, editado por editorial Agora.Mx)
- La cajita de pandemia. (compilación de obra del autor de 2019 a 2022, editado por editorial Agora.Mx)